# Schwellbrunn
Schwellbrunn ist eine politische Gemeinde und eine Ortschaft im ehemaligen Bezirk Hinterland des Kantons Appenzell Ausserrhoden in der Schweiz.

## Geographie
Schwellbrunn liegt auf einem schmalen Hügelrücken, sechs Kilometer südöstlich von Degersheim und sieben Kilometer südwestlich von Herisau und ist ein beliebter Ausflugsort. Mit 966 m ü. M. ist Schwellbrunn die höchstgelegene Gemeinde im Kanton Appenzell Ausserrhoden. Es bietet sich nicht nur ein eindrücklicher Blick Richtung Alpstein und Säntis im Süden, sondern ebenso eine Aussicht bis ans Nordufer des Bodensees und zum Schwarzwald. Der Wissbach entspringt westlich, die Glatt östlich des Hügelrückens. Schwellbrunn hat eine Gesamtfläche von 1740 Hektaren. Davon sind 103 Hektaren bewohnte, 1039 Hektaren landwirtschaftliche und 589 Hektaren bestockte Flächen, also Wälder und Gehölze. Die restlichen 9 Hektaren gelten als unproduktive Flächen.
Nachbargemeinden sind im Uhrzeigersinn die appenzell-ausserrhodischen Gemeinden Herisau, Waldstatt, Urnäsch, Schönengrund sowie die sanktgallischen Neckertal und Degersheim.

## Geschichte

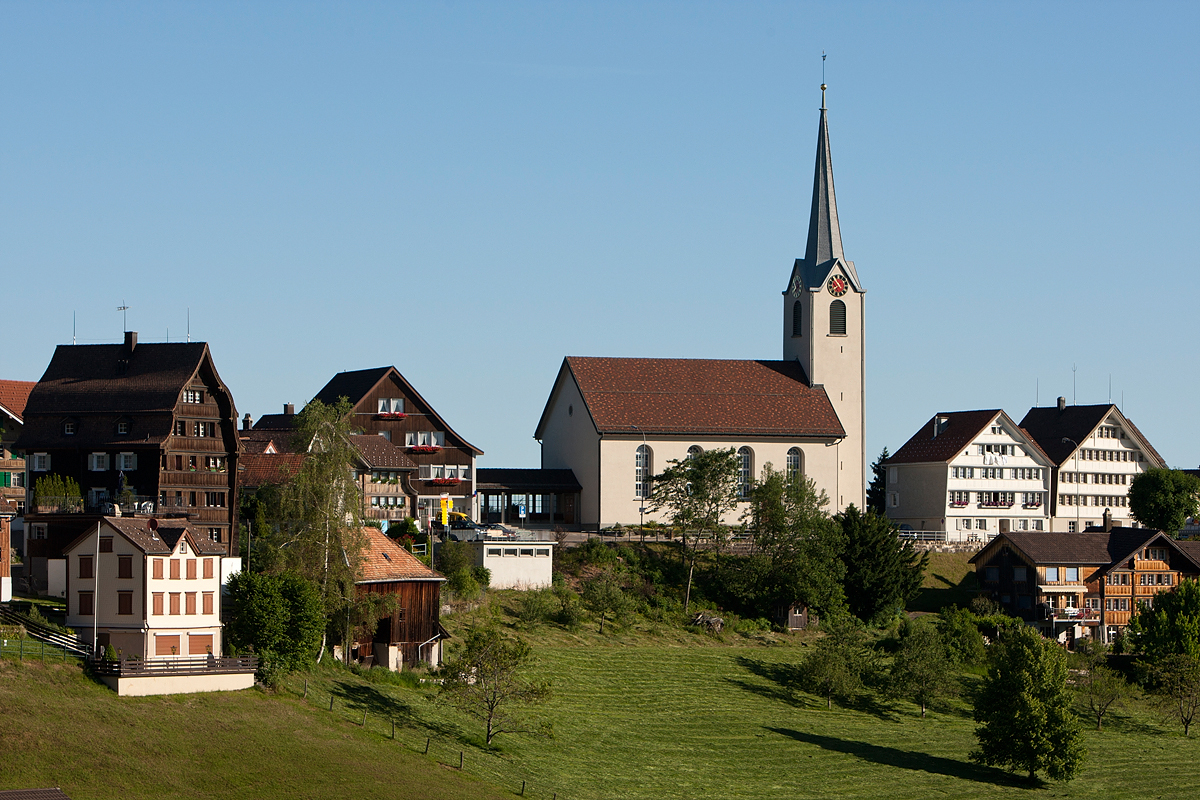
Post, Kirche und Pfarrhaus

Luftbild von Walter Mittelholzer aus dem Jahr 1920

Seit 900 wurden Einzelhöfe schriftlich erwähnt, darunter 1268 die Hofstatt Schwellbrunnen. 1280 wurde diese «Swelbunnin» und 1346 «Swelbrunnen» genannt. Es wird vermutet, dass der Ortsname auf «beim Brunnen, der gestaut wird» zurückgeführt werden kann. Die Bewohnerinnen und Bewohner vom Bergland Schwellbrunn gehörten noch im 14. Jahrhundert politisch zum Gau an der Thur. Dreimal jährlich mussten sie am Gerichtsort Oberuzwil erscheinen. 1345 herrschte der Abt von St. Gallen über das ganze Appenzeller Hinterland, also die appenzellischen Orte «hinter der Sitter». Spätestens ab 1400 gehörten die Höfe im heutigen Gemeindegebiet mehrheitlich zur Kirchhöri Herisau. Als Teil der Rhode und Kirchgemeinde Herisau trat Schwellbrunn 1529 zur Reformation über. Der Wunsch nach einer eigenen Kirche wuchs. Der Weg zum Gottesdienst in Herisau war lang und im Winter gar nicht begehbar. Doch es fehlte den Schwellbrunnern an finanziellen Mitteln. Deswegen ersuchten sie 1648 an einer Tagsatzung in Baden um finanzielle Unterstützung. Auch Herisau erklärte sich bereit, Beihilfe zu leisten, unter der Bedingung, dass Schwellbrunn noch immer zur Kirchhöri und Rhode Herisau gehören solle. Doch noch im selben Jahr löste sich Schwellbrunn kirchlich, im darauffolgenden Jahr politisch ganz von Herisau.
Erst nach dem Kirchenbau bei der Hofstatt Schwellbrunn und der politischen Verselbständigung 1649 bildete sich entlang der Hauptlandstrasse von St. Gallen ins Toggenburg das noch heute charakteristische Strassendorf. Zu dieser Zeit zählte das Dorf ungefähr 800 Einwohnerinnen und Einwohner.
Die neue Gemeinde organisierte sich in einer Oberen und Unteren Schar, die im Wechsel bis 1818 den Gemeindehauptmann, das heisst den Gemeindepräsidenten, stellten. Die alte Zweiteilung der Gemeinde lebt in den Namen von zwei der drei Lesegesellschaften fort.
Zwischen 1688 und 1695 hatte die junge und für die landwirtschaftliche Selbstversorgung fast schon zu alpine Gemeinde unter gehäuft auftretenden schlechten Wetterbedingungen zu leiden. Die Ernten fielen spärlich aus. Dies führte zu einer Teuerung der Lebensmittel, eine Hungersnot hatte zahlreiche Todesfälle zur Folge. In den Jahren 1770/71 und 1816/17 verhungerten erneut zahlreiche Menschen aufgrund schlechter Ernten.
Die phasenweise florierende Textilindustrie hinterliess in Schwellbrunn im 18. und 19. Jahrhundert zahlreiche bauliche Spuren. Im Jahr 1798 zählte das Dorf 335 Häuser.
Das Strassendorf erhielt bis etwa 1820 als Gewerbezentrum innerhalb der Streusiedlung seine heute charakteristische Gestalt. Ab 1880 entwickelte sich Schwellbrunn – wie viele ausserrhodische Gemeinden – zum Luftkurort. Spazierwege wurden angelegt, und an passenden Stellen wurden Sitzbänke aufgestellt. Das Klima war für die Kurgäste wohltuend. Bis zum Beginn des 20. Jahrhunderts florierte die Gemeinde, und die Bevölkerungszahl blieb konstant oder wuchs.
In den 1930er-Jahren verschwanden die bisherigen Haupterwerbszweige Weberei und Stickerei aufgrund der Krisen beinahe vollständig. Seither ist die Gemeinde von Vieh- und Milchwirtschaft geprägt. In Schwellbrunn findet deswegen jährlich die grösste Viehschau des Kantons statt. Da der Dorfkern von Schwellbrunn bis ins 20. Jahrhundert weitgehend unverändert geblieben ist, wurde dieser als Ortsbild von nationaler Bedeutung unter Schutz gestellt. Dank seiner ruhigen Lage wurde die Gemeinde im letzten Viertel des 20. Jahrhunderts als Wohnort sehr geschätzt; seit Beginn des 21. Jahrhunderts hat sich allerdings die Zunahme an Bewohnerinnen und Bewohnern gemässigt.
2015 drehte das Schweizer Fernsehen im Rahmen seiner Sendung «SRF bi de Lüt – Unser Dorf» seine vierte Staffel à vier Sendungen zur Gemeinde Schwellbrunn. 2017 wurde Schwellbrunn in einer von den Zeitschriften Schweizer Illustrierte, L’illustré und il Caffè zusammen mit Sendern der SRG veranstalteten Publikumswahl zum schönsten Dorf der Schweiz gewählt. Schwellbrunn ist Mitglied des 2015 gegründeten Vereins «Die schönsten Dörfer der Schweiz».

### Bevölkerung
| Bevölkerungsentwicklung | Bevölkerungsentwicklung | Bevölkerungsentwicklung | Bevölkerungsentwicklung | Bevölkerungsentwicklung | Bevölkerungsentwicklung | Bevölkerungsentwicklung | Bevölkerungsentwicklung | Bevölkerungsentwicklung | Bevölkerungsentwicklung | Bevölkerungsentwicklung | Bevölkerungsentwicklung | Bevölkerungsentwicklung | Bevölkerungsentwicklung | Bevölkerungsentwicklung |
| ----------------------- | ----------------------- | ----------------------- | ----------------------- | ----------------------- | ----------------------- | ----------------------- | ----------------------- | ----------------------- | ----------------------- | ----------------------- | ----------------------- | ----------------------- | ----------------------- | ----------------------- |
| Jahr                    | 1667                    | 1794                    | 1850                    | 1880                    | 1900                    | 1920                    | 1941                    | 1960                    | 1980                    | 1990                    | 2000                    | 2010                    | 2020                    | 2022                    |
| Einwohner               | 1012                    | 2436                    | 2254                    | 2197                    | 1888                    | 1758                    | 1412                    | 1344                    | 1142                    | 1438                    | 1468                    | 1477                    | 1539                    | 1543                    |

## Politik
Seit 2019 ist Ueli Frischknecht Gemeindepräsident der Gemeinde Schwellbrunn. Schwellbrunn verfügt über einen siebenköpfigen Gemeinderat, der unter der Leitung des Gemeindepräsidenten steht. Der Rat wird für eine vierjährige Amtszeit von den Stimmbürgerinnen und Stimmbürgern im Majorzverfahren bestimmt. Der Gemeinderat ist ein politisches Organ der Exekutive und kümmert sich im Rahmen seiner Kompetenzen um die laufenden Geschäfte der Gemeinde. Es gibt auf Gemeindeebene keine begrenzte Anzahl Amtszeiten. Folgende Personen bilden aktuell den Gemeinderat in Schwellbrunn:
- Ueli Frischknecht, Gemeindepräsident, seit 2019
- Markus Schmidli, Gemeinderat, seit 2016
- Rolf Handschin, Gemeinderat, seit 2018
- Roland Danuser, Gemeinderat, seit 2019
- Silvano Huber, Gemeinderat, seit 2021
- Peter Schläpfer, Gemeinderat, seit 2023
- Monika Freund Schoch, Gemeinderätin, seit 2023

Aufgrund der Einwohnerzahl hat Schwellbrunn im Kantonsrat in Herisau, der Legislative des Kantons, zwei Sitze. Die Personen werden im Majorzverfahren von den Stimmbürgerinnen und Stimmbürgern für eine Amtszeit von vier Jahren gewählt. Die Kantonsrätinnen und Kantonsräte vertreten die Interessen der Gemeinde auf kantonaler Ebene. Folgende Personen vertreten aktuell Schwellbrunn im Kantonsrat (Stand Februar 2024):
- Markus Schmidli, Kantonsrat, FDP
- Walter Raschle, Kantonsrat, SVP

Mit der Gründung einer SVP-Sektion in den 1990er Jahren gewann auch die bürgerliche Ortspartei der FDP an Bedeutung, seit 2010 kam eine Sektion der Sozialdemokraten hinzu.

## Wirtschaft

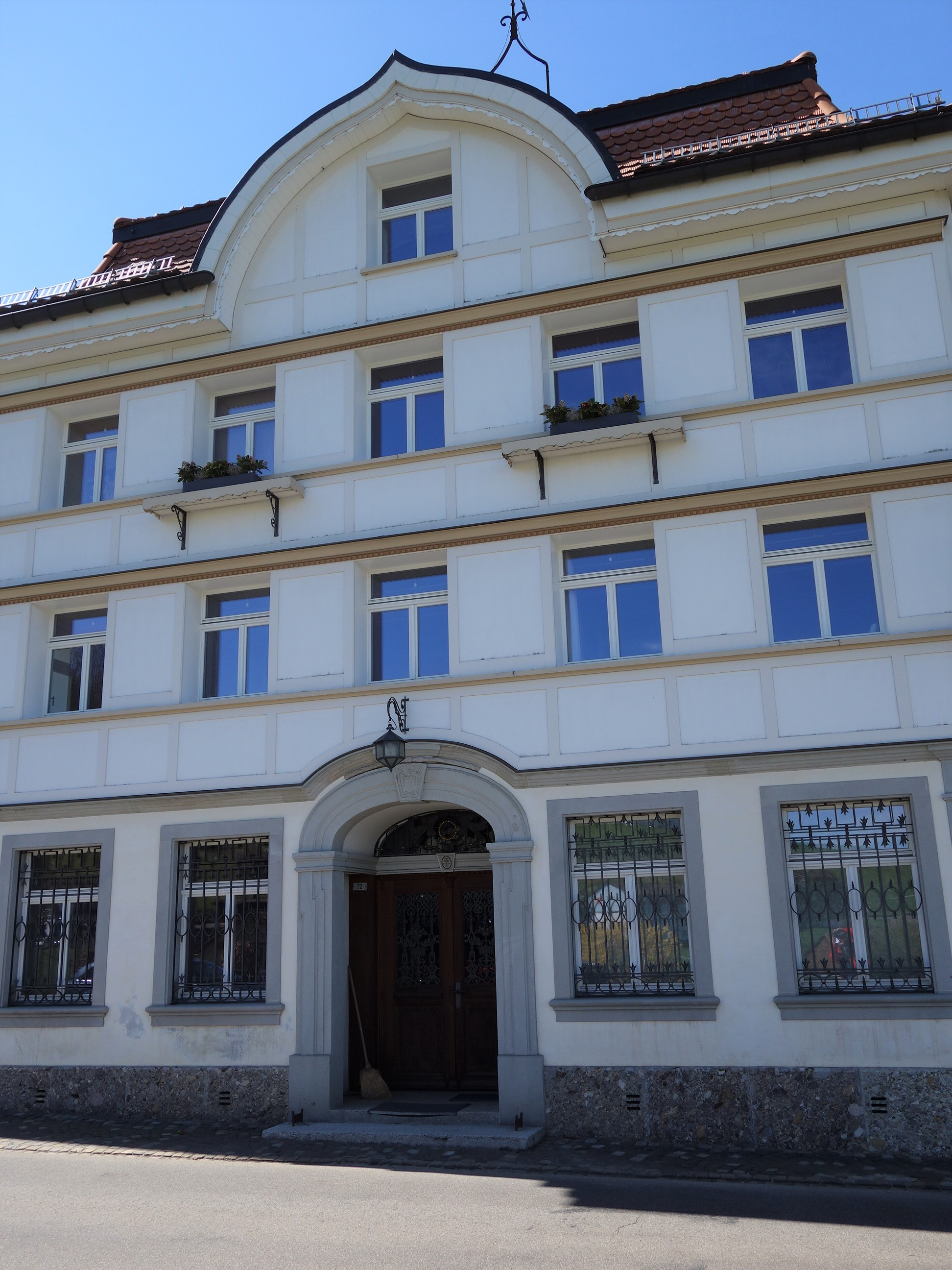
Spätbarockes Fabrikantenhaus auf der Egg

Die mehrheitlich bäuerliche Bevölkerung nahm am Aufschwung der Textilindustrie im letzten Drittel des 18. Jahrhunderts teil. Fast alle, ausgenommen Geistliche und Lehrer, waren mit Weben beschäftigt. Das Spinnen und Spulen fand in der Stube unmittelbar über den Webkellern statt. Von 1740 an führte die Baumwollweberei zu einer Hochkonjunktur. Die feuchten Keller waren für die Baumwolle geeignet. Zuvor war vor allem die Fabrikation von Leinwand vorherrschend gewesen. Der erste Fabrikant Schwellbrunns war Hans Mock (1632–1721): Er war auch als Landwirt, Metzger, Rinderhäutehändler, Wirt, Spezereihändler, Schulmeister, Gemeindeschreiber und Bankier tätig. Nach ihm erlangten nur wenige Schwellbrunner im Baumwollgewerbe als Fabrikanten und Kaufleute Bedeutung. Einer davon war Johannes Schläpfer (gestorben 1765). Der ehemalige Weber wurde aufgrund der günstigen Wirtschaftslage und dank seiner Verbindungen in die Westschweiz wohlhabend. Er wurde Gemeindehauptmann und hinterliess nach seinem Tod eine bedeutende Summe von 36'000 Gulden. In seiner Amtszeit entstanden in Schwellbrunn mehrere Fabrikantenhäuser. Mitte des 18. Jahrhunderts, 100 Jahre nach der Entstehung der Gemeinde, zählte das hinterländische Dorf bereits 1510 Einwohnerinnen und Einwohner.
Neben der Textilindustrie lebte die Bevölkerung hauptsächlich von der Butter- und Käseherstellung, der Bienenzucht und dem Export von Köhlerholz. Die Neuanlage der Hauptstrasse von Herisau ins Toggenburg über Waldstatt 1789 stiess in Schwellbrunn auf Widerstand, denn sie stellte das Dorf verkehrsmässig ins Abseits und leitete schon früh seinen ökonomischen und demografischen Niedergang ein.
In den Jahren zwischen 1798 und 1847 wurde das Textilgewerbe mechanisiert; auch dieser Umstand war wegen der topografischen Lage Schwellbrunns ungünstig. Im Dorf gibt es keine Wasserläufe, deren Wasserkraft für den Betrieb von Fabriken hätte genutzt werden können. Die Textilarbeiter fertigten ihre Ware weiterhin von Hand in ihren eigenen Häusern an. 1860 folgte die Umstellung auf Handstickmaschinen, 1871 entstand eine erste Stickfabrik. Bereits gegen Ende des 19. Jahrhunderts – also früher als anderswo – und bis etwa 1950 steckte die Textilbranche in Schwellbrunn in einer langanhaltenden Krise, sodass viele Familien verarmten.
Seither ist der Haupterwerbszweig der Bevölkerung die Landwirtschaft. Insgesamt 43 Prozent der Erwerbstätigen in der Gemeinde arbeiten im Landwirtschaftssektor. Das liegt deutlich über dem kantonalen (8,5 %) und gesamtschweizerischen Durchschnittswert (7 %).
Heute sind in Schwellbrunn 47 Unternehmen ansässig, darunter die Auto Preisig AG und die Danuser AG.

### Medien
2015 lösten Marcel und Yvonne Steiner den Appenzeller Verlag aus dem Appenzeller Medienhaus in Herisau heraus und verlegten ihn nach Schwellbrunn ins ehemalige Schulhaus Rank. Das Haus war in seiner Geschichte schon Wirtshaus, Schulhaus, Kulturhaus und in den 1960er-Jahren Polizeibüro. Im Verlagshaus Schwellbrunn sind fünf Verlage zusammengefasst: Appenzeller Verlag, Toggenburger Verlag, Orte Verlag mit der Literaturzeitschrift Orte, Edition Punktuell und Verlag FormatOst. Das Verlagshaus ist spezialisiert auf regionale Literatur und Sachbücher und verlegt Kalender, Wanderführer und Jahrbücher. In der Gaststube zur Linde werden auch Veranstaltungen durchgeführt. 2022 haben im Zuge einer Nachfolgeregelung die Steinegg-Stiftung und die Appenzeller Druckerei einen Teil der Aktien übernommen.
Das «Schwellbrunner Blättli» ist das Informationsblatt der Gemeinde. Es erscheint sechsmal pro Jahr in einer Auflage von 800 Exemplaren. Es wird von einer kleinen Redaktion betreut.

### Bildung

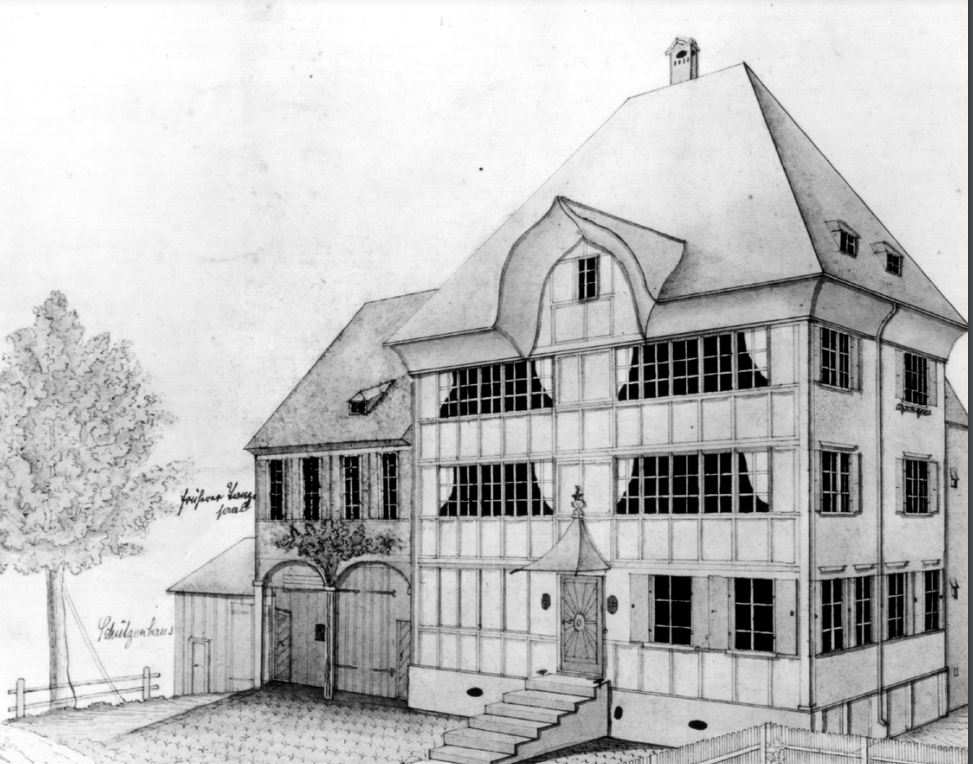
Das «Schulhaus zur Linde» (im Rank), 1780 als Fabrikantenhaus erbaut, heute Sitz des Verlagshauses Schwellbrunn. Federzeichnung von 1857

Um 1637 bestimmte die Landesregierung, dass die Schule am Gallustag beginnen und den ganzen Winter durch gehalten werden soll. 1650 wurde angeordnet, dass die Schule auch während des Sommers stattfinden müsse. Jedoch kamen nur wenige Kinder zum Unterricht. Als Pfarrer Johann Ulrich Schiess (1746–1817) um 1780 bekanntgab, dass er keine Kinder in den Konfirmandenunterricht aufnehme, die kein Gedrucktes lesen können, schickten die Eltern ihre Kinder in die Schule. Insgesamt wurde um 1800 an elf verschiedenen Orten – in Schulstuben von Privathäusern – Schule gehalten.
1841 wurde das erste Schulhaus in der Gemeinde gebaut. Auch die Bewohner der Oberen Schar wollten nun ein eigenes Schulhaus haben und erhielten ein solches im Juli 1843. 1873 beschloss die Landsgemeinde von Appenzell Ausserrhoden, die obligatorische Schulzeit von sechs auf sieben Jahre zu verlängern. Die um 1855 gegründete Mädchenarbeitsschule wurde im selben Jahr obligatorisch. 1875 eröffnete eine Kleinkinderschule. Nach mehreren Anläufen stimmte das Stimmvolk 1951 dem Vorschlag einer neuen Schule zu, 1953 wurde das Schulhaus «Weiher» eingeweiht. Ab 1971 wurden die Sekundarschülerinnen und Sekundarschüler in Waldstatt und Herisau unterrichtet.
Heute gibt es in Schwellbrunn zwei Kindergärten, eine Primarschule und eine Sekundarschule. Im Schulhaus «Weiher» befinden sich ein Kindergarten und die Unterstufe. Im Schulhaus «Risi» ist der zweite Kindergarten untergebracht, und das Schulhaus «Sommertal» bietet Platz für die Mittelstufe und die Sekundarschule. Zum Sommertal gehören auch eine Mehrzweck- und Sportanlagen. Die einzige Kantonsschule von Appenzell Ausserrhoden befindet sich in Trogen und wird auch von Schülerinnen und Schülern aus Schwellbrunn besucht.

### Öffentliche Einrichtungen
Das Waisenhaus in Schwellbrunn wurde 1857 gegründet. Ziemlich bald nach der Eröffnung kam es zu einem Brand, da Knaben mit Zündhölzern gespielt hatten. Rund 30 Kinder waren in der Einrichtung untergebracht. Nach einer Abstimmung durch das Stimmvolk der Gemeinde im Jahr 1956 wurde das Waisenhaus aufgelöst.
Die napoleonische Kontinentalsperre hatte wirtschaftliche Auswirkungen bis nach Schwellbrunn, indem die Nachfrage nach Textilien eingebrochen war. Deswegen verloren viele Familien ihren Lebensunterhalt und wurden abhängig von Almosen. Aufgrund der Lage beschloss die Gemeinde 1807, auf der Risi ein Armenhaus zu errichten, das rund 40 Personen beherbergen konnte. Das Armenhaus war finanziell von der Gemeinde und von privaten Spenden abhängig, die Insassen mussten aber auch in der Land- und Hauswirtschaft mithelfen. 1901 wurde das Armenhaus durch einen Neubau ersetzt, ab 1950 hiess es Bürgerheim. Dank einem Aus- und Umbau im Jahr 1972 konnte das Risi fortan als Alters- und Pflegeheim betrieben werden, seit 2002 wird es von einer Stiftung geführt, seit 2003 unter dem Namen Betreuungszentrum Risi. In den Jahren 2017–2019 wurde das Haus umfassend saniert, teilweise abgebrochen und neu gebaut, um den heutigen Bedürfnissen der Altersbetreuung zu genügen.
2021 hat der Alternativmediziner Thomas Rau die Paracelsus-Klinik in der Lustmühle Teufen verlassen und sein eigenes Biomed Center Sonnenberg in Schwellbrunn gegründet. Zu seinem Konzept der biologischen Medizin gehören medizinische und therapeutische Anwendungen, aber auch eine gesunde Ernährung.

### Verkehr
Die alte Verbindung von Herisau ins Toggenburg verlief über Schwellbrunn. Mit dem Bau der Hauptstrasse Herisau–Waldstatt–St. Peterzell und weiter nach Lichtensteig hat sie ihre Bedeutung verloren. Die Strasse nach Degersheim datiert von 1865.
Ab 1874 gab es zweimal täglich eine Pferdepost nach Herisau, die auch Passagiere transportierte. 1925 verkehrte sie erstmals mit dem Auto. Das Postauto stellt bis heute die Anbindung der Gemeinde an den öffentlichen Verkehr sicher.

## Kultur und Freizeit

### Kunst

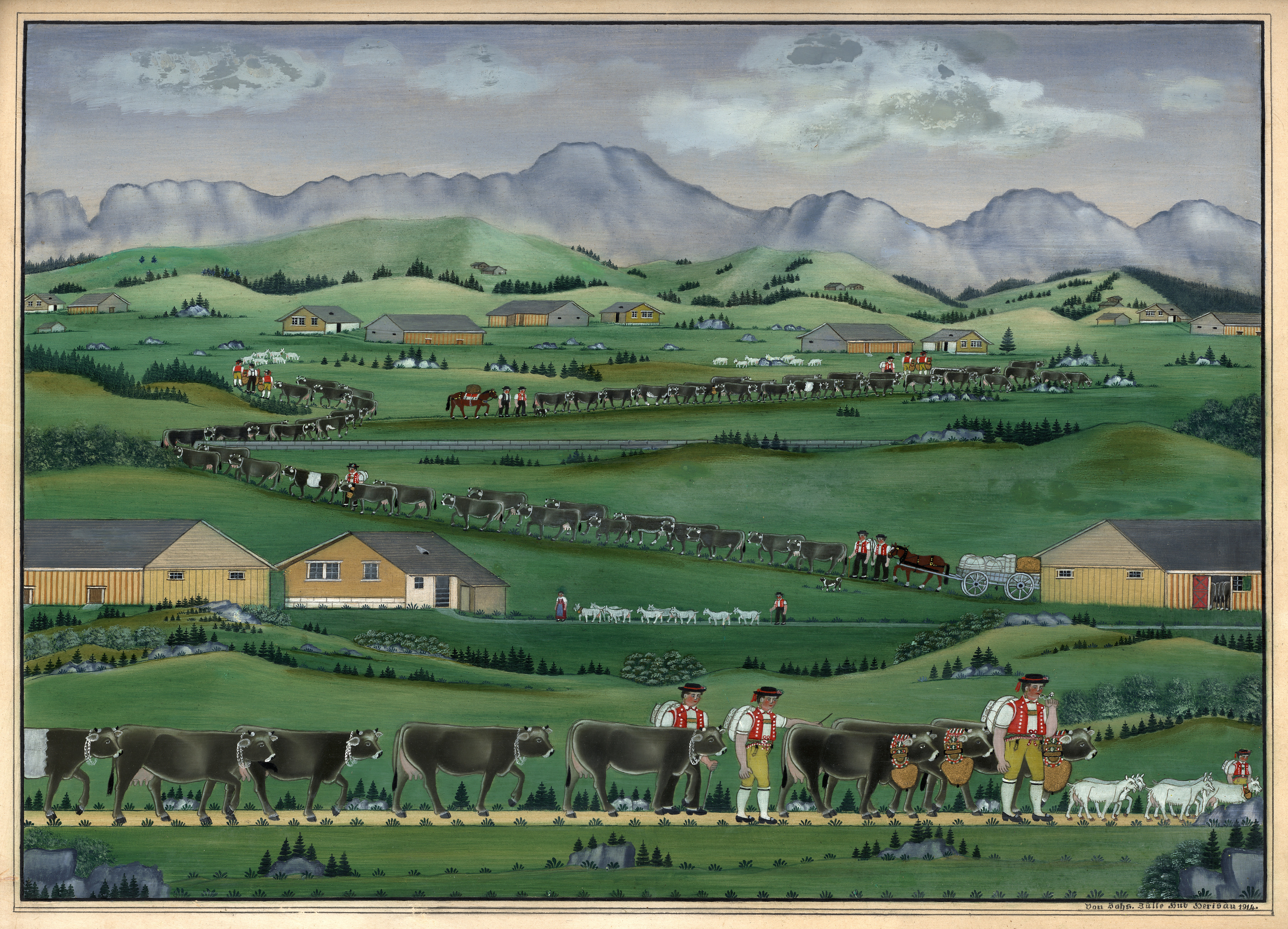
Alpaufzug von Johannes Zülle, 1914

Johannes Zülle war ein Weber und Bauernmaler. Er ging in Herisau zur Schule und erlernte dort das Weben. Erst später begann er zu malen. Bis zu seinem Lebensende hatte Zülle sich dank seiner Werke vom Sohn zweier Tagelöhner zu einem respektierten Künstler hochgearbeitet.
Johannes Rotach (1892–1981) war ein weiterer Bauernmaler in Schwellbrunn. Er war schwerhörig und hatte einen Sprachfehler. Rotach arbeitete zeitlebens als Knecht und malte nur in seiner Freizeit. Seine Bilder zeigen Szenen aus dem appenzellischen Bauernleben.
Mathias Krucker – besser bekannt unter seinem alias Kuk – ist ein Künstler und Sammler, der seit 1999 in Schwellbrunn wohnt. Zu grösserer nationaler Berühmtheit gelangte Kuk durch die Fernsehserie “SRF bi de Lüt – Unser Dorf”, in der er als Exzentriker der Schwellbrunner Dorfgemeinschaft porträtiert wurde. Er malt und schafft Kunstwerke in seiner eigenen Stilrichtung, dem Kukismus.

### Musik
Bereits in den 1790er-Jahren gab es im Dorf ein besonderes Interesse an Gesang und Musik. In diesen Jahren gab es drei verschiedene Musikgesellschaften, die unter der Leitung von Landammann Johannes Schefer standen. Die heutige Musikgesellschaft wurde 1877 gegründet, nach und nach kamen eine Fahne, Uniformen und eigene Instrumente dazu. Die Musikgesellschaft spielt mehrere Konzerte pro Jahr und ist aktiv in der Nachwuchsförderung.

### Film
Das Dorf Schwellbrunn ist im Film «Un Franco, 14 Pesetas» von Regisseur und Schauspieler Carlos Iglesias zu sehen, der im Sommer 2006 in Schwellbrunn gedreht wurde.

### Bauwerke
Schwellbrunn ist im Inventar der schützenswerten Ortsbilder der Schweiz verzeichnet. Erwähnt wird darin unter anderem die sehr geschlossene Wirkung der Dorfstrasse. Sie wird auf beiden Seiten von dreigeschossigen, gestrickten und an der Front getäfelten Holzgiebelhäuser mit Reihenfenstern aus dem 17. und 18. Jahrhundert gesäumt.

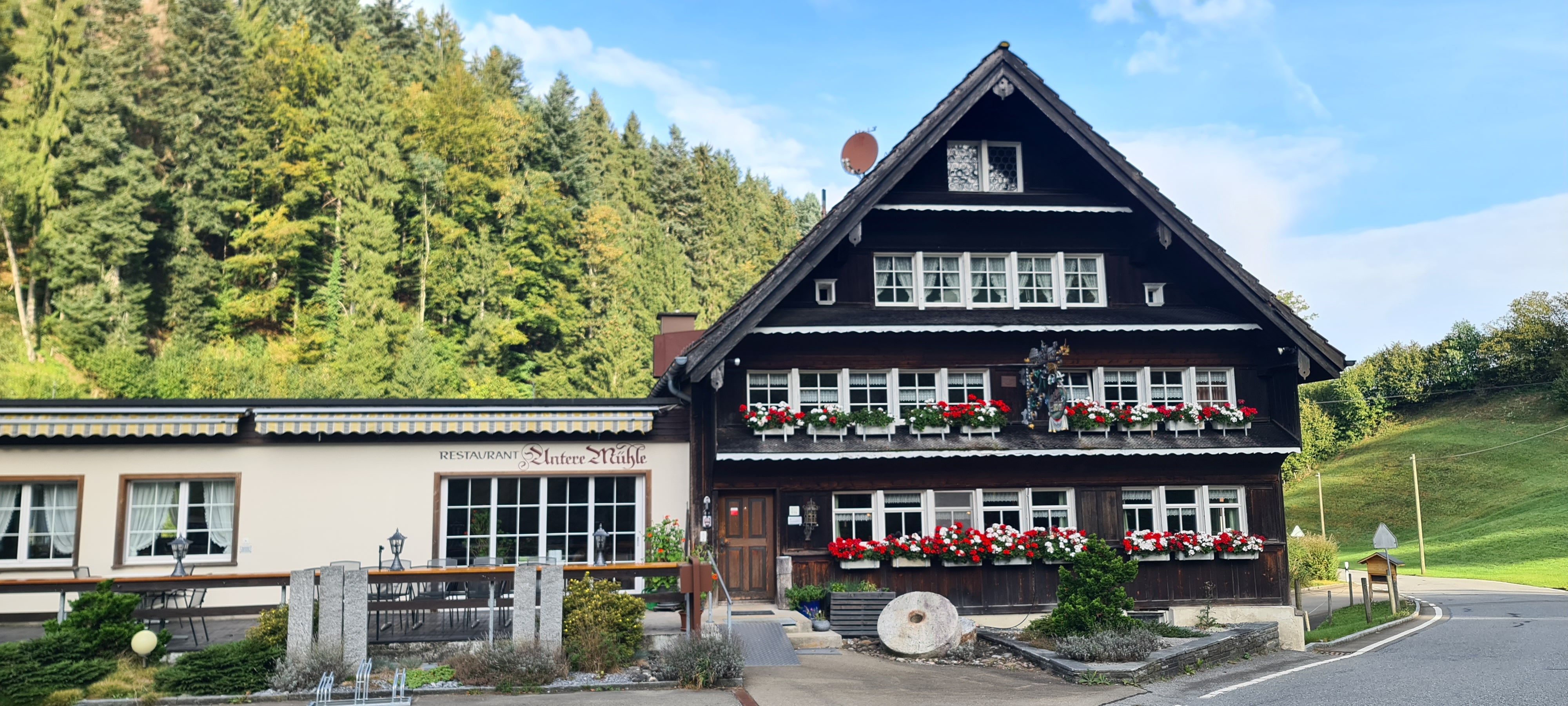
Untere Mühle

Die Untere Mühle am Wissbach wurde im 17. Jahrhundert vom späteren Gemeindehauptmann Hans Hug erbaut, bis etwa 1880 wurde dort Korn gemahlen. Möglicherweise war sie schon früh auch eine Schilderwirtschaft, in der Gäste beherbergt wurden. 1923 war die Untere Mühle als Wirtschaft und Bäckerei verzeichnet. Es ist ein traditionelles Wohngiebelhaus mit drei schindelgedeckten und verschalten Klebedächern. Heute wird die Untere Mühle als Restaurant geführt. Sie steht auf der Liste der Kulturgüter.
Die erste Kirche in Schwellbrunn wurde 1648 eingeweiht. Durch den Kirchenbau ist Schwellbrunn zu einer eigenständigen Gemeinde geworden. Die Kirche steht frei auf dem Hügelkamm und ist ein schlichter Rechteckbau mit einem Satteldach. Der Innenraum wird mit zwei Sandsteinstufen in Chor und Schiff geteilt und hat eine hölzerne Felderdecke. Insgesamt sieben Mal musste der Schwellbrunner Kirchturm renoviert werden, darunter 1730 wegen eines Blitzeinschlages. 1763 errichtete der Teufner Baumeister Hans Ulrich Grubenmann einen neuen Glockenstuhl und einen Helm, sodass der Turm insgesamt höher wurde. 1898 erhielt die evangelische Kirche eine erste Orgel.

### Sport
Der Turnverein wurde ein erstes Mal 1874 gegründet. Dank der Einführung des Turnens in der Schule waren nun Turngeräte vorhanden. Das offizielle Gründungsjahr wurde auf 1895 verlegt. 1939 wurde eine Mädchenriege gegründet, 1945 eine Damenriege. Heute hat Schwellbrunn zehn verschiedene Turnriegen, darunter eine Faustballriege und eine Seniorenriege. Alle Riegen sind selbständig und haben einen eigenen Vorstand. Die von einigen Mitgliedern des Turnvereins 1981 gegründete Faustballriege tritt mittlerweile unter dem Namen Faustball Schwellbrunn auf und spielte von 2005 bis 2011 erfolgreich in der Nationalliga A.
Eine Schützengesellschaft gab es bereits 1761. Verschiedene Schützenfeste wurden veranstaltet. Heute heisst der Verein «Feldschützengesellschaft» und nimmt Mitglieder ab dem zehnten Lebensjahr auf.
Schwellbrunn hatte ursprünglich zwei Bügel-Skilifte; den Skilift Landscheide–Sitz mit einer Länge von 340 m und den Skilift Löschwendi–Risi mit einer Länge von 750 m, die mit zwei Ponyliften verbunden waren. Der Skilift Löschwendi–Risi und die Verbindungslifte wurden aufgrund der immer schlechteren Schneeverhältnisse in den 2000er-Jahren zeitweise ausser Betrieb gesetzt. Per Ende Saison 2014/15 erfolgte die endgültige Ausserbetriebsetzung mit anschliessendem Rückbau. Der Skilift Landscheide–Sitz wird weiterhin betrieben. Neben den Skiliften wird unterhalb des Dorfes im Gebiet «Bühel» zusätzlich eine separate Schlittelpiste präpariert.
Das grosse Wanderwegnetz rund um Schwellbrunn beinhaltet einen Abschnitt des Schwabenweges. Ausserdem gibt es zwei Themenwege: den Rätselweg mit Hüpfi und Stüpfi für Familien mit Kindern und den Kulturweg mit Informationstafeln zur kulturhistorischen Entwicklung des Dorfs. Für Winterwanderer gibt es Schneeschuhrouten in der Gegend. Zum touristischen Angebot gehören auch zwei Stellplätze für Camper auf dem Parkplatz Risi.

### Regelmässige Veranstaltungen

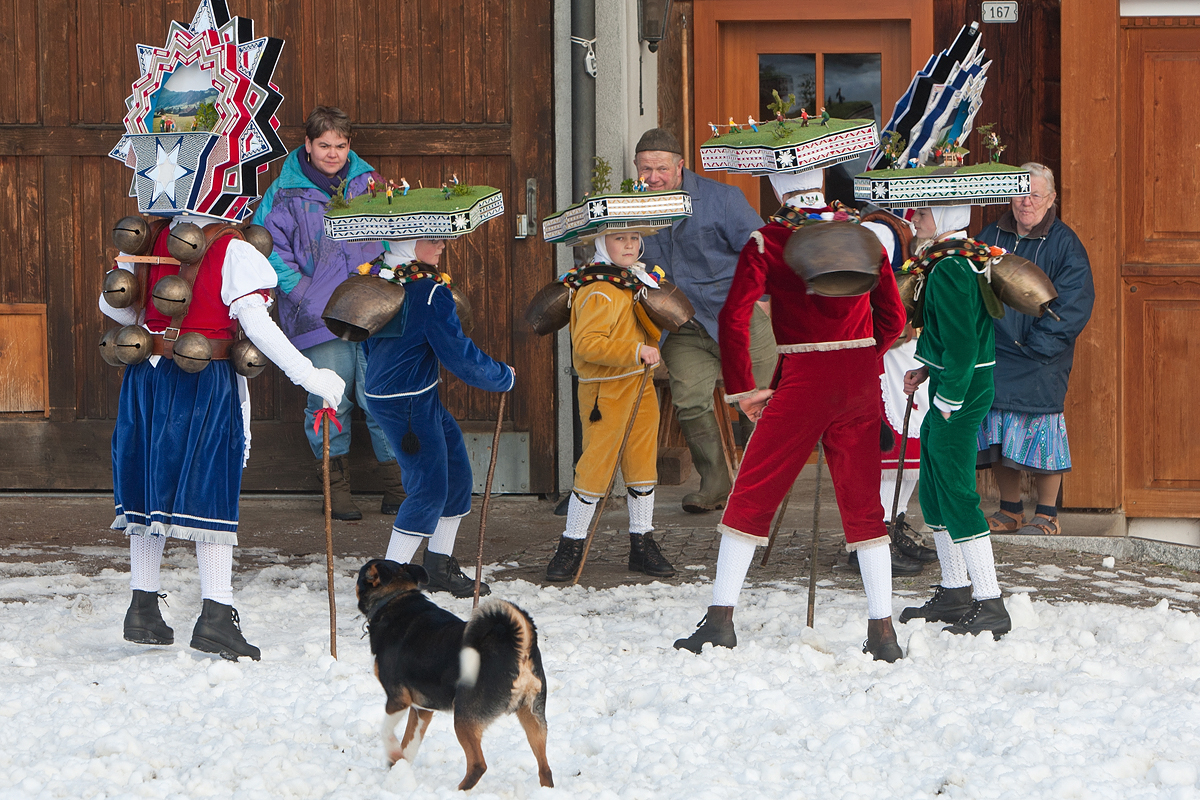
Schöne Silvesterkläuse

Nachdem im 18. Jahrhundert der Wunsch geäussert worden war, einen Jahrmarkt zu gründen, stimmte der Rat zu, am Dienstag nach der Landsgemeinde einen Markt zu veranstalten. Der erste Markt im Frühjahr 1794 wurde so gut besucht, dass zwei weitere Markttage beschlossen wurden. Heute findet der Jahrmarkt jährlich im Zusammenhang mit der Viehschau am letzten Montag im September statt.
Das Silvesterchlausen ist ein alter Winterbrauch, der im Appenzeller Hinterland mit Hingabe gepflegt wird. Der Brauch heidnischen Ursprungs besagt, dass die altertümlichen Gestalten das Böse vertreiben sollen.
Eine weitere lebendige Tradition ist das Bloch. Heutzutage wird das Bloch nur noch in Gemeinden des Appenzeller Hinterlandes veranstaltet (Urnäsch, Herisau, Waldstatt, Hundwil, Stein und Schwellbrunn). In Schwellbrunn existiert es in der Form eines «Buebebloch», das 1961 wieder eingeführt wurde. Das bedeutet, dass anstelle von erwachsenen Männern Knaben im schulpflichtigen Alter den Brauch durchführen. Dabei wird frühmorgens ein Baumstamm auf einen geschmückten Wagen gesetzt und durch Schwellbrunn sowie Herisau und Waldstatt gezogen. Auf dem Wagen sind ein «Fuhrmann», der ganz vorne steht und eine Peitsche schwingt und ein «Schmied», der einen Ofen heizt. Der Wagen wird von Knaben gezogen, die als Bauern oder Sennen verkleidet sind. Hinter dem Wagen geht der «Jäger» mit seinem «Bären», der gelegentlich ausbüxt und dem Publikum Streiche spielt. Zudem gibt es die «Kässelibuebe», die als Clowns verkleidet die Schaulustigen um eine Spende bitten. Ein «Wagenführer» sorgt neben dem Wagen für die Sicherheit beim Umzug. Sobald die Knaben zurück im Dorf sind (ca. 16 Uhr), wird das Bloch an den Meistbietenden versteigert.
Wie in allen Appenzell-Ausserrhoder Gemeinden findet auch in Schwellbrunn jährlich die Viehschau statt, hier immer am letzten Montag im September. Dabei präsentieren die Landwirte ihren Viehbestand. Die Landwirtsfamilien putzen sich in traditioneller Ausserrhoder Tracht heraus. Die Sennen und das Vieh ziehen durch das Dorf. Anschliessend werden die Kühe auf dem Schauplatz zur Schau gestellt. Hier prämieren Preisrichter das schönste Tier. Am Abend versammeln sich die Bäuerinnen und Bauern im Restaurant Harmonie in Schwellbrunn, wo sie ihre Preise entgegennehmen dürfen.

## Persönlichkeiten
- Katrin Alder (* 1969), Regierungsrätin (FDP)
- Johann Conrad Frischknecht (1767–1842), Landammann
- Hansueli Reutegger (* 1966), Landwirt, Regierungsrat
- Johannes Rotach (1892–1981), Bauernmaler
- Johannes Schefer (1738–1799), Landwirt und Fabrikant, Gemeindepräsident, Landesseckelmeister und Landammann
- Johannes Zülle (1841–1938), Weber und Bauernmaler, geboren in Schwellbrunn

## Bilder

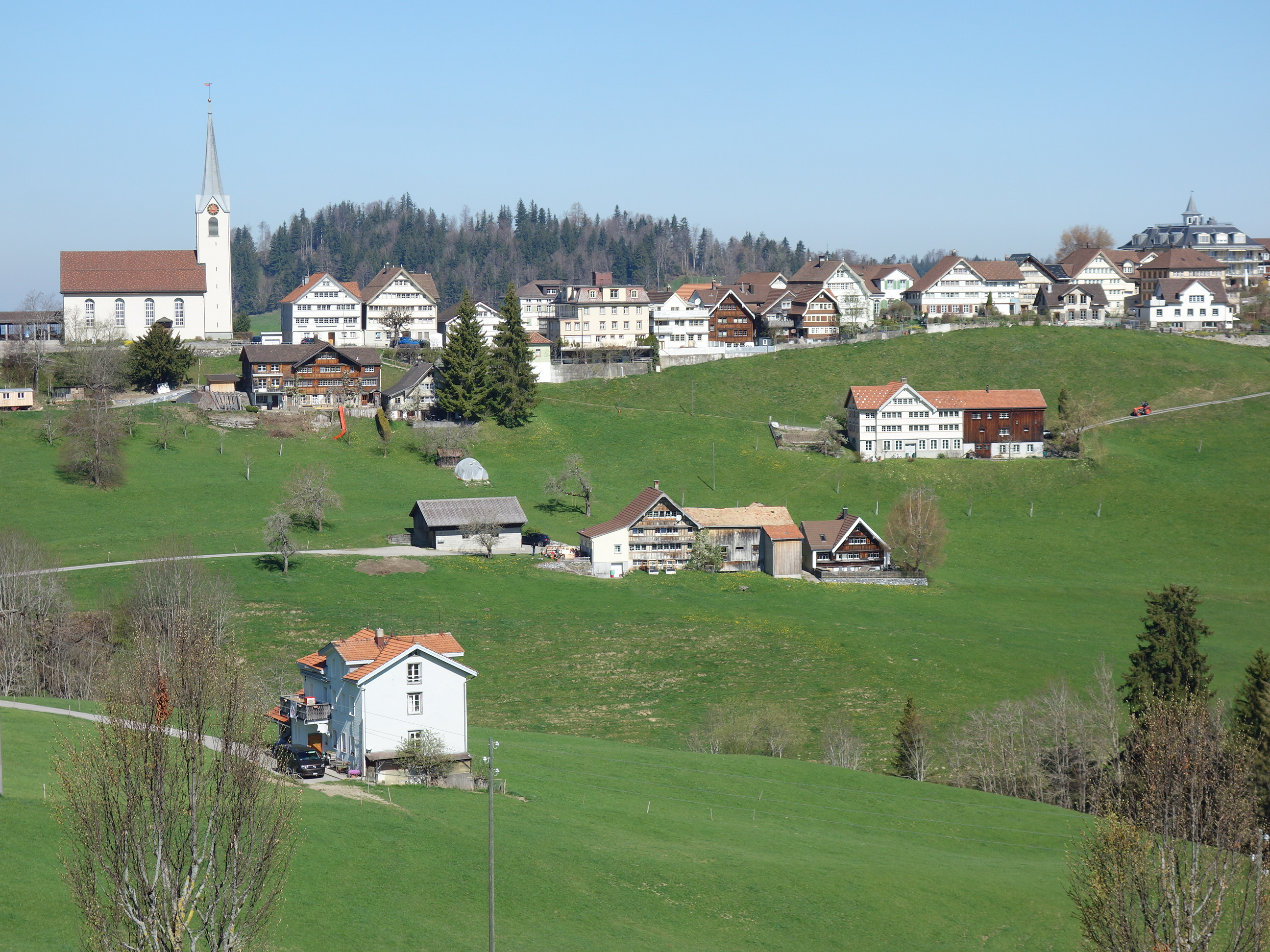
Dorf
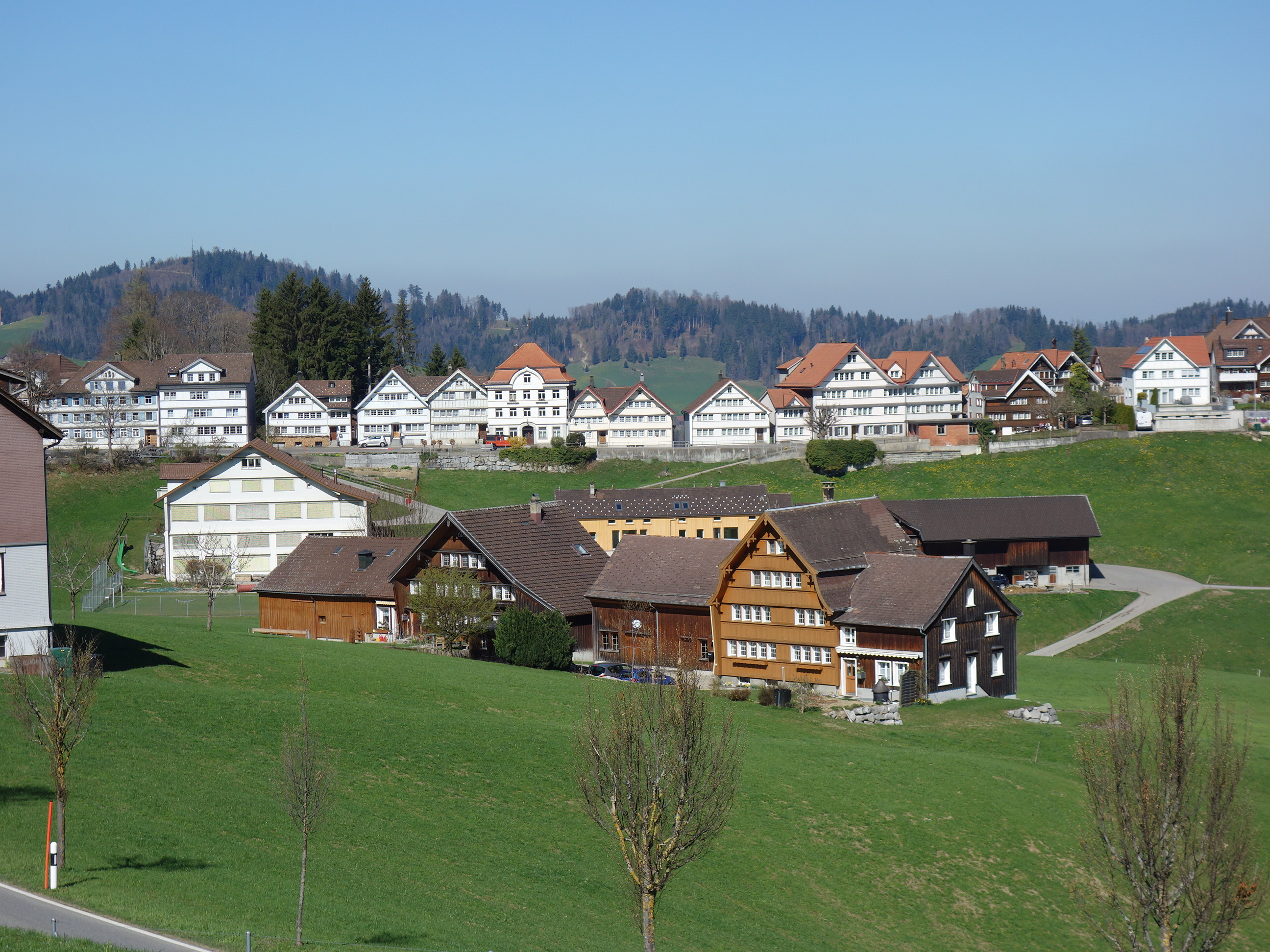
Egg
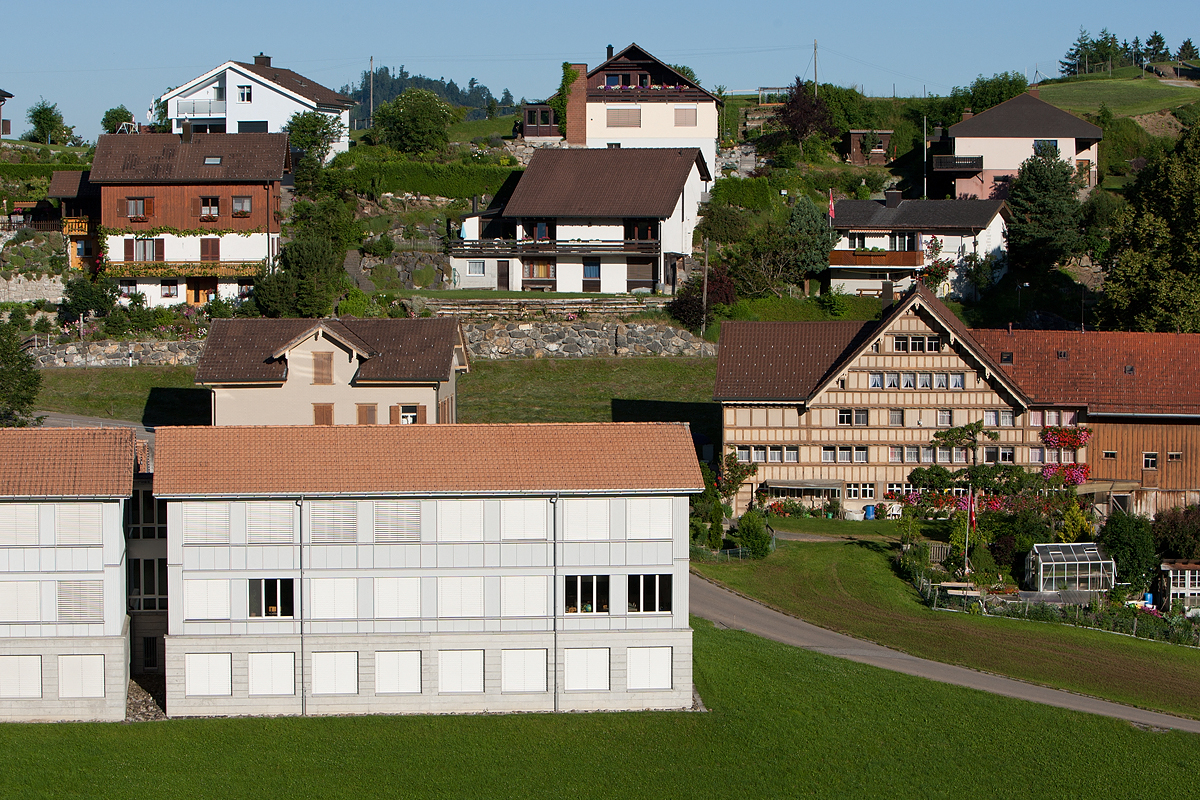
Schulhaus Sommertal
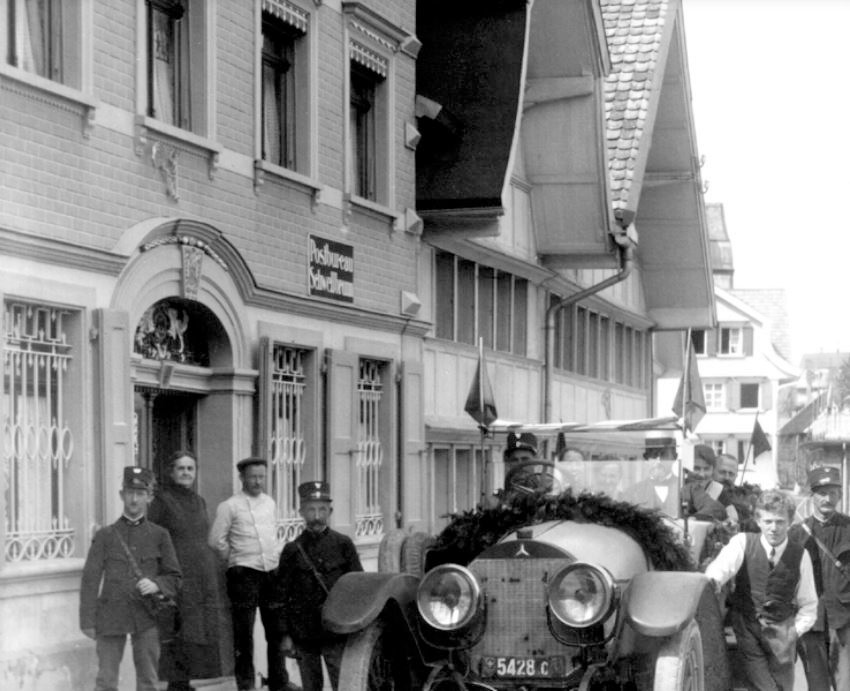
Die erste Autopost am 15. Mai 1925